# Anotosaura collaris
Anotosaura collaris — вид ящірок родини гімнофтальмових (Gymnophthalmidae). Ендемік Бразилії.

## Поширення і екологія
Anotosaura collaris відомі з типової місцевості, розташованої в околицях міста Сеньйор-ду-Бонфін в штаті Баїя. Вони живуть в сухих тропічних лісах.